# Gran Premi d'Austràlia del 2002
Resultats del Gran Premi d'Austràlia de Fórmula 1 de la temporada 2002 disputat al circuit urbà de Melbourne el 3 de març de 2002.

## Resultats
| Pos | No | Pilot                 | Equip              | Voltes | Temps/ Retirada          | Pos. de sortida | Punts |
| --- | -- | --------------------- | ------------------ | ------ | ------------------------ | --------------- | ----- |
| 1   | 1  | Michael Schumacher    | Ferrari            | 58     | 1h 35' 36. 792           | 2               | 10    |
| 2   | 6  | Juan Pablo Montoya    | Williams - BMW     | 58     | + 18.628 s               | 6               | 6     |
| 3   | 4  | Kimi Räikkönen        | McLaren - Mercedes | 58     | + 25.067 s               | 5               | 4     |
| 4   | 16 | Eddie Irvine          | Jaguar - Cosworth  | 57     | + 1 Volta                | 19              | 3     |
| 5   | 23 | Mark Webber           | Minardi - Asiatech | 56     | + 2 Voltes               | 18              | 2     |
| 6   | 24 | Mika Salo             | Toyota             | 56     | + 2 Voltes               | 14              | 1     |
| 7   | 22 | Alex Yoong            | Minardi - Asiatech | 55     | + 3 Voltes               | 21              |       |
| 8   | 17 | Pedro de la Rosa      | Jaguar - Cosworth  | 53     | + 5 Voltes               | 20              |       |
| Ret | 3  | David Coulthard       | McLaren - Mercedes | 33     | Caixa canvi              | 4               |       |
| Ret | 11 | Jacques Villeneuve    | BAR-Honda          | 27     | Trencament aleró         | 13              |       |
| DSQ | 20 | Heinz-Harald Frentzen | Arrows - Cosworth  | 16     | Semàfor en vermell       | 15              |       |
| DSQ | 21 | Enrique Bernoldi      | Arrows - Cosworth  | 15     | Canvi il·legal monoplaça | 17              |       |
| Ret | 10 | Takuma Sato           | Jordan - Honda     | 12     | Part elèctrica           | 22              |       |
| Ret | 14 | Jarno Trulli          | Renault            | 8      | Virolla                  | 7               |       |
| Ret | 2  | Rubens Barrichello    | Ferrari            | 0      | Col·lisió                | 1               |       |
| Ret | 5  | Ralf Schumacher       | Williams - BMW     | 0      | Col·lisió                | 3               |       |
| Ret | 9  | Giancarlo Fisichella  | Jordan - Honda     | 0      | Col·lisió                | 8               |       |
| Ret | 8  | Felipe Massa          | Sauber - Petronas  | 0      | Col·lisió                | 9               |       |
| Ret | 7  | Nick Heidfeld         | Sauber - Petronas  | 0      | Col·lisió                | 10              |       |
| Ret | 15 | Jenson Button         | Renault            | 0      | Col·lisió                | 11              |       |
| Ret | 12 | Olivier Panis         | BAR - Honda        | 0      | Col·lisió                | 12              |       |
| Ret | 25 | Allan McNish          | Toyota             | 0      | Col·lisió                | 16              |       |

## Altres
- Pole: Rubens Barrichello 1' 25. 843
- Volta ràpida:  Kimi Räikkönen 1' 28. 541 (a la volta 37)